# Hunga Tonga
Hunga Tonga-Hunga Haʻapai va ser una illa volcànica deshabitada que va existir al Pacífic Sud des de 2009 fins a 2022, situada a uns 30 km al sud del volcà submarí de Fonuafoʻou i a 65 km al nord de Tongatapu, l'illa principal de Tonga. Les illes Hunga Tonga i Hunga Haʻapai, anteriorment bessones, es van fusionar per una erupció volcànica el 2009, i una erupció més explosiva va tornar a separar les illes i reduir la seva mida el 2022. El volcà en erupció forma part de l'arc volcànic molt actiu de les illes Tonga-Kermadec, una zona de subducció que s'estén des de Nova Zelanda cap al nord-est fins a Fiji. Es troba a uns 100 km per sobre una zona sísmica molt activa. L'arc insular es forma en el límit convergent on la placa del Pacífic subdueix sota la placa indoaustraliana.

## Volcà i caldera

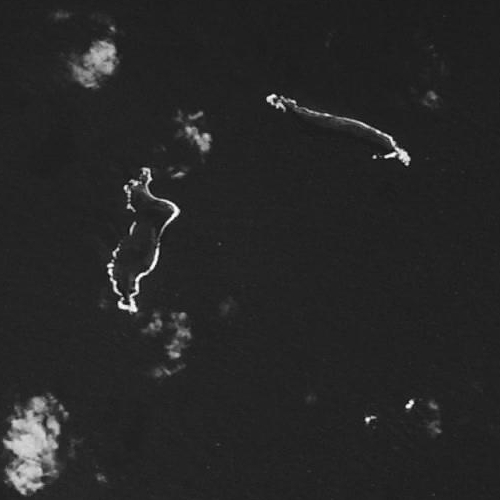
Hunga Tonga i Hunga Haʻapai el 1978

El volcà pròpiament dit és un volcà submarí que es va obrir pas al nivell del mar el 2009 a causa d'una erupció volcànica i es troba sota l'aigua entre dues illes, Hunga Tonga i Hunga Haʻapai, que són respectivament les restes de la vora occidental i septentrional de la caldera del volcà. La caldera es troba a uns 150 m per sota del nivell del mar i s'enlaira 2.000 m des del fons marí. Les dues illes (que formen part del grup Haʻapai) estan separades per uns 1,6 km i cadascuna té una longitud d'uns 2 km i està composta principalment per andesita. Aquesta andesita sol ser de tipus basàltic. Hunga Tonga arriba a una altura de 149 m, mentre que Hunga Haʻapai només arriba a 128 m sobre el nivell del mar. Cap de les dues illes no és gran: Hunga Tonga tenia uns 390.000 m2 i Hunga Haʻapai 650.000 m2 abans d'estar connectades. Són molt més petites després de l'erupció del 2022. Cap de les dues illes es va desenvolupar a causa de la falta d'un ancoratge acceptable, encara que hi havia grans dipòsits de guano a cadascuna.
Les mostres de les illes suggereixen una llarga història eruptiva. Un flux piroclàstic va ser datat entre el 1040 i 1180 d.C., en correlació amb els dipòsits de cendra trobats a Tongatapu, i amb una erupció tropical desconeguda el 1108 d.C. que va produir un refredament global d'1 °C. Es creu que la caldera es va formar per aquesta erupció. El 1912 i 1937 es van registrar erupcions submarines en un banc de roca, a uns 3,2 km al sud-est de Hunga Haʻapai i a 3 km al sud de Hunga Tonga. Una altra erupció es va produir en una fissura a 1 km al sud-sud-est de Hunga Haʻapai el 1988.
Les illes figuren a la mitologia tongana com una de les poques illes que no van ser sobreexplotades i, per tant, llançades des del cel a la terra. Els tongans les anomenaven les illes que "salten d'una banda a l'altra" (és a dir, que pateixen terratrèmols). Els primers europeus que van veure les illes van ser els exploradors holandesos Willem Schouten i Jacob Le Maire el 1616. L'explorador britànic James Cook les va visitar diverses vegades el 1777 i va aprendre els seus noms en tongalès.

## Geografia
L'extensió actual de l'illa inclou les antigues illes Hunga Tonga i Hunga Haʻapai. L'erupció inicial del 2009 va unir l'altiplà piroclàstic acabat de formar a l'oest del cràter volcànic amb l'illa Hunga Haʻapai, més gran i més occidental. L'illa Hunga Tonga, més petita i situada aproximadament a 1,5 km al nord-est de Hunga Haʻapai, s'ha unit des de llavors al cràter a través d'un tómbol de 380 m d'amplada, i s'han acumulat més dipòsits de sorra a l'extrem sud de la connexió del cràter amb Hunga Haʻapai. La pròpia caldera s'ha erosionat ràpidament al sud-est, permetent originalment una obertura que inundava el cràter amb aigua de mar per formar una badia. Posteriorment, aquesta badia es va separar de l'oceà obert per un banc de sorra poc profund, formant una llacuna. Al principi es creia que tota l'illa s'erosionaria ràpidament, però el 2017 els científics creien que el procés podria durar dècades.

## Història

### Erupció del 2009

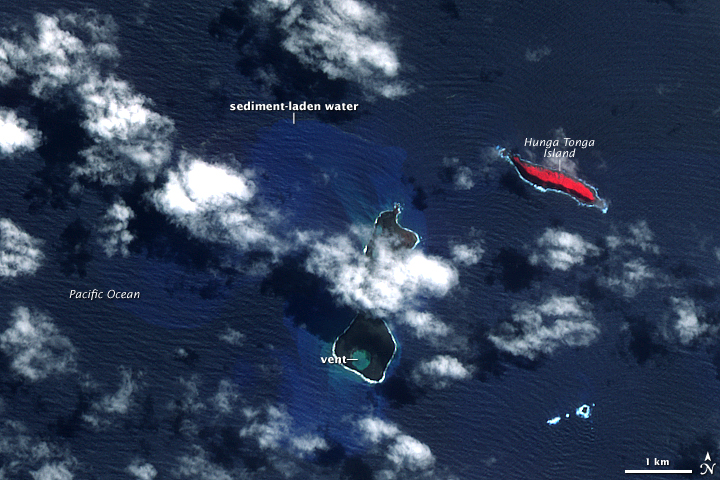
Imatge de satèl·lit en fals color presa el 25 de març de 2009, que mostra noves terres al sud d'Hunga Haʻapai. Els núvols cobreixen lespai entre la nova terra i Hunga Haʻapai. La fumarola hidrotermal és el forat circular gairebé perfecte a prop de la vora sud de la nova terra. La superfície de mar que envolta el volcà en erupció és de color blau brillant, cosa que indica que hi ha cendra, roca i altres restes volcàniques. La terra coberta de plantes és de color vermell. Observeu que Hunga Haʻapai és ara de color negre, el que indica que les plantes de l'illa estan ara enterrades en cendra o mortes.

El 16 de març de 2009, una erupció submarina prop de Hunga Tonga-Hunga Haʻapai va començar a llançar vapor, fum, pedra pómez i cendra a milers de metres cap al cel. El 21 de març, el geòleg en cap de Tonga, Kelepi Mafi, va informar que la lava i la cendra sortien de dos fumaroles: un a l'illa deshabitada de Hunga Haʻapai i un altre a uns 100 m de la costa. L'erupció havia omplert el buit entre les dues fumaroles, creant una nova superfície de terra que feia centenars de metres quadrats. L'erupció va devastar Hunga Haʻapai, cobrint-la de cendra negra i desposseint-la de vegetació i fauna.

### Erupció de 2014-15

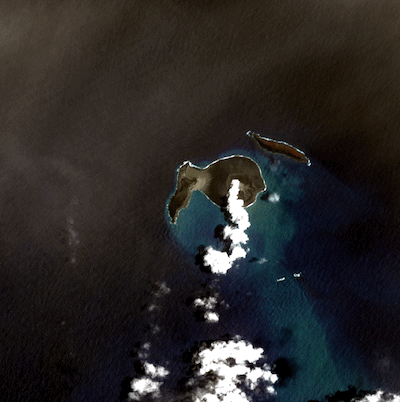
Imatge de satèl·lit de l'erupció volcànica submarina de 2015 a Hunga Tonga

El novembre i desembre del 2014, es va produir una activitat volcànica en els volcans i una sèrie de terratrèmols al nord de Tonga durant diverses setmanes, cosa que indicava una nova activitat volcànica a la zona.
Una nova erupció va començar a Hunga Tonga-Hunga Haʻapai el 19 de desembre del 2014. Els pescadors locals van informar d'una alta columna de vapor blanc que s'elevava des de l'oceà sobre la muntanya volcànica submarina. Les imatges de satèl·lit preses el 29 de desembre van mostrar que l'erupció continuava, amb una columna de fum i cendra que s'enlairava des del lloc, i l'aigua de mar descolorida (possiblement causada pel fum i la cendra alliberada sota la superfície, o per l'alteració del fons marí). L'erupció va continuar el 2015, amb un alt núvol de cendra que es va elevar 3 km (9.800 peus) al cel el 6 de gener de 2015.
L'erupció va entrar en una nova etapa l'11 de gener del 2015, quan el volcà va començar a emetre plomalls de cendra de fins a 9 km d'alçada cap al cel. Un vol d'Air New Zealand del 12 de gener va haver de ser desviat a Samoa, mentre que altres vols entre Nova Zelanda i Tonga van ser cancel·lats. El 13 de gener, una columna de cendres va arribar als 4,5 km. Les autoritats van identificar dues fumaroles, una a Hunga Haʻapai i un altre a uns 100 m de la costa i sota l'aigua. Grans roques i cendres humides i denses van ser expulsades fins a 400 m a l'aire. El 16 de gener l'explosió havia format una nova illa. Els funcionaris de Tonga van estimar que la nova illa tenia 1 km d'amplada, 2 km de llargada i 100 m d'alçada, encara que els geòlegs van dir que la nova illa probablement existiria només uns mesos fins que les onades de l'oceà la desgastessin. La cendra i la pluja àcida queien en una zona situada a uns 10 km de la nova illa, i Hunga Tonga i Hunga Haʻapai s'havien quedat sense vegetació.
Tot i l'erupció del volcà, que llançava un núvol de vapor d'1 km a l'aire, els vols internacionals a Tonga es van reprendre el 16 de gener, ja que els experts en volcans i aviació van considerar que l'erupció ja no era una amenaça per als avions.
Els geòlegs de Tonga i Nova Zelanda que van visitar el volcà el 19 de gener van dir que l'erupció s'havia estabilitzat les últimes 24 hores. Assenyalaren que gairebé tota l'erupció procedia ara del respirador de la nova illa, amb núvols de vapor que s'elevaven fins a una alçada de 7 a 10 km, i cendres i roques que eren llançades fins a una alçada d'uns 200 a 300 m. L'emissió de cendra va ser limitada i les roques de magma que van caure a l'oceà van provocar algunes explosions de vapor. L'equip no va trobar restes volcàniques flotants, com basses de pedra tosca, i l'olor de gasos volcànics era intermitent. Les autoritats de Tonga van establir una zona de 20 km de diàmetre al voltant de l'illa per protegir els visitants de les roques, la cendra i la pluja àcida.
Les autoritats de Tonga van declarar el final de l'erupció el 26 de gener, després d'observar que no sortien nous gasos, cendres o roques del respirador de l'illa. Llavors l'illa tenia entre 1 i 2 km d'amplada, 2 km de llarg i 120 m d'alçada. La nova illa s'havia unit a Hunga Haʻapai, i estava a uns 200 m d'unir-se a Hunga Tonga. Els vilatans que van visitar l'illa van dir que les aus marines estaven nidificant.
El juny del 2015, l'empresari Ian Argus Stuart es va convertir en la primera persona en pernoctar en aquesta nova formació insular. Després de passar 11 nits a l'illa, Ian va sobreviure menjant únicament ous de gavina i calamars. El Sr. Stuart va anar a Hunga Tonga amb l'ajuda de l'explorador espanyol Álvaro Cerezo, que proporciona experiències de nàufrag a illes desertes remotes de tot el planeta.

### Erupció de desembre de 2021 a gener de 2022

Erupció d'Hunga Tonga el 15 de gener de 2022, feta des del satèl·lit meteorològic geoestacionari GOES-17 situat per sobre de l'equador a 137,2° de longitud oest.

El 20 de desembre de 2021 el volcà va tornar a entrar en erupció, provocant un gran plomall que era visible des de Nukuʻalofa. El Centre d'Assessorament sobre Cendres Volcàniques de Wellington va emetre un avís a les companyies aèries. Les explosions es podien sentir fins a 170 quilòmetres de distància. L'erupció inicial va continuar fins a les 2 de la matinada del 21 de desembre. L'activitat va continuar i, el 25 de desembre, les imatges per satèl·lit van mostrar que l'illa havia augmentat de mida.
L'activitat volcànica es va apagar el 5 de gener abans de reprendre's el 13 de gener, després que el volcà enviés un núvol de cendra a 17 km d'alçada. Posteriorment, el govern va emetre una alerta de tsunami. El 15 de gener, el volcà va tornar a entrar en erupció de forma violenta, unes set vegades més potent que la del 20 de desembre de 2021. Hi va haver nombrosos informes de forts estrèpits a tot Tonga i altres països, com Fiji i en llocs tan llunyans com Nova Zelanda i Austràlia. A Alaska es va sentir un estampit set hores després de l'erupció. Prop de l'erupció, l'explosió va causar danys en la propietat, incloent-hi finestres trencades. Els Serveis Meteorològics de Tonga van emetre una alerta de tsunami just després de les 17.30 hores i el tsunami va inundar les zones costaneres de Tonga. Es va observar un tsunami d'1,2 m a Nukuʻalofa (Tonga) i un altre de 0,61 m a Samoa Americana.
Dues persones van morir al Perú i dos pescadors van resultar ferits a San Gregorio, Califòrnia. El cos d'una dona britànica va ser trobat a Tonga després d'haver desaparegut quan el tsunami va colpejar.
El 16 de gener es va informar que els sondejos de radar abans i després de l'erupció mostren que la majoria de l'illa ha estat destruïda. Només van quedar petites parts de Hunga Tonga i Hunga Haʻapai.
Les grans erupcions solen emetre fonamentalment diòxid de sofre, que refreden el clima. En canvi, aquesta erupció va espargir molt de vapor d’aigua, un potent gas d’efecte hivernacle. Les mesures de satèl·lit indiquen que va augmentar el contingut de vapor d’aigua de l'estratosfera en un 10 a 15% i s'espera que això provoqui un escalfament global temporal, fonamentalment en els pròxims cinc anys.